# Мустанг-іноходець
«Мустанг-іноходець» — радянський телефільм 1975 року, знятий режисером Ігорем Негреску на студії «Київнаукфільм».

## Сюжет
Телефільм знято за мотивами однойменного оповідання Е. Сетона-Томпсона. Історія дикого коня Мустанга, його подружки Соллі та їхнього лоша. Про гармонію незайманої природи. Про жорстокі людські закони, що руйнують цю гармонію.

## У ролях
- Михайло Голубович — Шалений Джо
- Олексій Чернов — Том «Індичий слід»
- Стасіс Петронайтіс — Фостер
- Павло Кльонов — Монтгомері
- Георгій Дворников — Чарлі

## Знімальна група
- Режисер — Ігор Негреску
- Сценарист — Ігор Негреску
- Оператор — Олександр Яновський
- Художник — Анатолій Мамонтов